# Trambileno
Trambileno är en kommun i provinsen Trento i regionen Trentino-Sydtyrolen i Italien. Kommunen hade 1 485 invånare (2018).